# Purranisaurus
Purranisaurus es un género extinto de metriorrínquidos, grupo de crocodilomorfos marinos procedentes del periodo Jurásico Medio a Tardío de Chile y Argentina. Rusconi originalmente clasificó a Purranisaurus potens (la especie tipo) como un plesiosaurio; más adelante, Gasparini demostró que de hecho era un talatosuquio metriorrínquido, y que podría ser un sinónimo más moderno del mejor conocido Metriorhynchus.

## Taxonomía y filogenia
Análisis filogenéticos recientes han mostrado que Purranisaurus es un género propio de metriorrínquido. Un estudio subsecuente expandió el género Purranisaurus al incluir las especies Metriorhynchus casamiquelai y a M. westermanni.

### Especies válidas
- P. casamiquelai: Jurásico Medio de Chile (Calloviano);[2]
- P. westermanni: Jurásico Medio de Chile (Calloviano). Previamente se le había considerado un sinónimo más moderno de P. casamiquelai,[8] siendo luego revalidado;[9]
- P. potens: Jurásico Superior de Argentina (Tithoniano).